# Scott Speedman
Robert Scott Speedman (født 1. september 1975) bedre kendt som Scott Speedman, er en canadisk film og tv-skuespiller. Han er bedst kendt for at spille Ben Covington i drama tv-serien Felicity og Lycan-Vampyr hybriden Michael Corvin i Underworld filmserien.

## Filmografi
| År        | Titel                                     | Rolle                         | Noter |
| --------- | ----------------------------------------- | ----------------------------- | --- |
| 1995      | Net Worth                                 | Rookie                        | tv-film |
| 1995      | Kung Fu: The Legend Continues             | Cam Nillson                   | Tv, 1 episode: "Goodbye Mr. Caine" |
| 1995      | Nancy Drew                                | Ned Nickerson                 | Tv, 5 episoder |
| 1996      | Goosebumps                                | Officer Madison               | Tv, 1 episode: "Say Cheese and Die" |
| 1996      | A Brother's Promise: The Dan Jansen Story | Andy Gables                   | tv-film |
| 1996      | Can I Get a Witness?                      | Ukendt                        | |
| 1996      | Giant Mine                                | Spanky Riggs                  | tv-film |
| 1997      | Ursa Major                                | Jason                         | |
| 1997      | What Happened to Bobby Earl?              | Steve Talbert                 | tv-film |
| 1997      | Kitchen Party                             | Scott                         | |
| 1997      | Every 9 Seconds                           | Greg                          | tv-film |
| 1998      | Rescuers: Stories of Courage: Two Couples | Patrick                       | tv-film |
| 1998–2002 | Felicity                                  | Ben Covington                 | Tv, 84 episoder Nomineret—Teen Choice Award for Choice TV Breakout Performance Nomineret—Teen Choice Award for Choice TV Actor Nomineret—Teen Choice Award for Choice TV Actor – Drama |
| 2000      | Duets                                     | Billy                         | |
| 2002      | Dark Blue                                 | Detective Bobby Keough        | |
| 2003      | My Life Without Me                        | Don                           | |
| 2003      | Underworld                                | Michael Corvin                | Cinescape Genre Face of the Future Award – Male |
| 2004      | The 24th Day                              | Tom                           | |
| 2005      | xXx: State of the Union                   | Agent Kyle Christopher Steele | |
| 2006      | Underworld: Evolution                     | Michael Corvin                | |
| 2007      | Weirdsville                               | Dexter                        | |
| 2007      | Anamorph                                  | Carl Uffner                   | |
| 2008      | Adoration                                 | Tom                           | |
| 2008      | The Strangers                             | James Hoyt                    | Nomineret—Teen Choice Award for Choice Movie Actor – Horror/Thriller |
| 2009      | The Last Rites of Ransom Pride            | Ransom Pride                  | |
| 2010      | Barney's Version                          | Boogie                        | |
| 2010      | Good Neighbours                           | Spencer                       | |
| 2011      | The Moth Diaries                          | Mr. Davies                    | |
| 2011      | Citizen Gangster                          | Edwin Boyd                    | |
| 2012      | Underworld: Awakening                     | Michael Corvin                | Arkivoptagelser og lighed pålægges en stand-in |
| 2012      | The Vow                                   | Jeremy                        | |
| 2012      | Last Resort                               | XO Sam Kendal                 | Tv |
| 2014      | Barefoot                                  | Jay Wheeler                   | |
| 2014      | The Captive                               | Jeffrey                       | |
| 2015      | Underworld: Next Generation               | Michael Corvin                | I udvikling |
| 2015      | From the Darkness - Desde la Oscuridad    | Lluís Quíllez                 | Filmet i Colombia - Thriller, Horror, spænding |